# 馬爾基夫卡 (季夫里夫區)
49°4′21″N 28°36′43″E / 49.07250°N 28.61194°E
馬爾基夫卡（烏克蘭語：Марківка），是烏克蘭的村落，位於該國西南部文尼察州，由文尼察區負責管轄，始建於1738年，面積0.86平方公里，海拔高度244米，2001年人口258，人口密度每平方公里300人。